# Вестник Юго-Западной и Западной России
«Ве́стник Юго-За́падной и За́падной Росси́и» («Вѣстникъ юго-западной и западной Россіи») — ежемесячный журнал, выходивший в Киеве с 1 июня 1862 по 1864 год.

## История
Ежемесячный историко-литературный журнал «Вестник Юго-Западной и Западной России» выходил в Киеве с июля 1862 по август 1864 года.
Издавал и редактировал журнал К. А. Говорский. С первых дней сотрудником журнала был В. П. Чехович.
«Вестник» издавался с целью ослабления польского влияния в Литве и на Украине, выступал против полонизации и пропагандировал прорусскую политику царского правительства на западе России. Главный источник силы русского государства редакция видела в наличии твердой монархической власти.
«Вестник» выступал против распространения в народе произведений Т. Г. Шевченко и других украинских писателей, не признавал самостоятельности украинского языка. Журнал выступал против прогрессивной периодической печати, особенно против «Современника».

Случилось так, что русская литература впервые предстала передо мной в виде одного только «Вестника Юго-Западной и Западной России», издававшегося для целей обрусения Говорским. Выписка его была обязательна для чиновников, поэтому целые горы «Вестника» лежали у отца в кабинете, но кажется, что мой старший брат и я были его единственными и то не особенно усердными читателями. По содержанию это была грубо тенденциозная стряпня. Все русские изображались героями добродетели, а из поляков хорошими представлялись только те, кто изменял своим соотечественникам… Все это оставляло в душе осадок безвкусицы и сознательной лжи.
— Короленко В. Г. История моего современника. Книга первая.
В июле 1864 года издание переносится в Вильно и журнал получает название «Вестник Западной России».